# Religione ittita

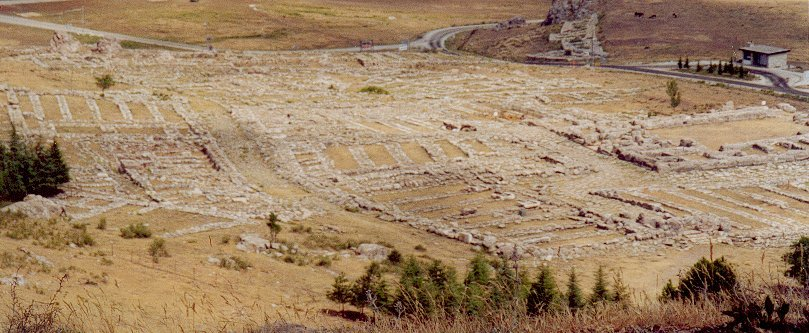
Resti del grande tempio ittita di Ḫattuša.

La religione ittita è strutturata sul politeismo naturalistico. Per quanto riguarda la religione, gli hittiti accolsero l’influenza dei popoli sottomessi e vicini.
L'olimpo degli dei ittiti è presieduto da Teshub, il dio della tempesta, rappresentato con il simbolo della doppia ascia e del fulmine,si apri infatti a numerose divinità sia locali,sumere e babilonese.
Gli Ittiti furono un popolo di lingua indoeuropea che fondò nel XVII secolo a.C. un'organizzata forma statale in Asia Minore. Questo popolo venerava, come divinità suprema, la dea del sole Wurušemu. Tra le altre divinità, gli Ittiti veneravano: Teshub, dio del tuono; Telipinu dio dei boschi e della pioggia; Kumarbi, padre di tutti gli dèi. Il re degli Ittiti svolgeva anche la funzione di sommo sacerdote e presiedeva i culti, questi praticati sia in luoghi chiusi che in luoghi aperti. Gli scavi archeologici effettuati in Turchia, nei pressi dell'attuale città di Bogazköi, hanno portato alla luce l'antica capitale ittita Ḫattuša con i suoi templi e l'archivio di stato composto da ventimila tavole in terracotta scritte in cuneiforme e riportanti notizie di carattere sia storico che religioso.
In ittita  il termine šaklai indica sia una abitudine "profana", sia un rito "sacro".
Nella stessa lingua il termine "sacro" è reso anche con šuppi, che indica ciò che appartiene al  "divino"  (reso in ittito con il termine Šiu che richiama la radice indoeuropea Dyu e che significa "luce bianca ed accecante"). Le pratiche rituali di purificazione per rendere šuppi un oggetto o una persona sono indicate con il termine parkui. René Lebrun evidenzia come per gli Ittiti la nozione di sacro e di "sacralizzato" sia connesso al concetto di purità inteso come pulizia ovvero di parkui. Solo se un oggetto o una persona sono in quello stato, il "sacro" ( šuppi) e il "divino" (Šiu) possono manifestarsi nel mondo degli uomini. Oltre alla estrema pulizia, la presenza degli uomini nei luoghi resi sacri deve essere impeccabile in termini di condotta e linguaggio. Unitamente ai templi principali (eretti sulle rocche) si situano negli spazi aperti, i betili consistenti in pietre o in abitacoli per questi riti eseguiti anche negli accampamenti degli eserciti. Le statue delle divinità erano "sacralizzate" in quanto luogo dell'anima (zi) degli dèi.

## Le divinità e i loro miti
Gli Ittiti veneravano le loro "mille divinità", di cui oggi, nonostante il numero impressionante di rappresentazioni che apparivano nelle inscrizioni, ne rimango solo citazioni. Questa molteplicità è stata attribuita alla resistenza ittita al sincretismo: Gary Beckman osserva che "molte città ittite mantennero dei della tempesta individuali, rifiutandosi di identificare le divinità locali in una unica divinità nazionale".
Nel XIII secolo a.C compaiono nelle iscrizioni alcuni espliciti tentativi di sincretismo. La regina e sacerdotessa si Puduhepa adoperò per organizzare e razionalizzare la religione del suo popolo In una iscrizione afferma:
Dea del Sole di Arinna, mia signora, tu sei la regina di tutte le terre! Nella terra di Hatti tu hai assunto il nome di dea del Sole di Arinna, ma rispetto alla terra di cedri che tu hai creato hai assunto il nome di Hebat.
Molti miti Ittisti coinvolgono un ampio numero di personaggi, spesso perché l'argomento centrale della storia ha effetti estesi e tutti si dimostrano partecipi affinché la questione venga risolta.Solitamente la soluzione può essere trovata solamente attraverso la collaborazione tra tutti i personaggi. Sì tratta non tanto di racconti etici, quanto piuttosto di racconti epici.

### Il dio della tempesta Nerik
Per esempio, gli Ittiti credevano che il centro di culto di Nerik nell'Età del Bronzo nel nord della capitale Hattusa e in Sapinuwa,fossero sacri al dio locale della tempesta, che era figlio di Wurusemu, dea del Sole di Arinna.
Il dio del tempo atmosferico lì era identificato con il Monte Zaliyanu, nei pressi di Nerik, responsabile della pioggia per la fertilità dei terreni coltivati della città.
Era propiziato da Hattusa:
Template:Blockquote

### I figli e i nipoti di Kumarbi
Kumarbi è il padre di of Tarhunt; il suo ruolo nel Canto di Kumarbi ricorda quello di Crono nella Teogonia di Esiodo. Ullikummi è un mostro di pietra venerato da Kumarbi,che ricorda Tifone di Esiodo. Tra molti se ne distinguono alcuni come Telipinu e sua sorella Inara. Tarhunt ha un figlio, Telipinu, e una figlia, Inara. Inara è una divinità protettiva (d LAMMA) coinvolta nella festa primaverile di Puruli. La consorte di Tarhunt e la madre di Telipinu è la dea del sole hattica di Arinna (Arinniti o Wuru(n)šemu ). Questa coppia divina era presumibilmente adorata nelle celle gemelle del più grande tempio di Hattusa.

### L'abbandono di Telipinu
Nel mito di Telipinu, la scomparsa di Telipinu, dio dell'agricoltura e della fertilità , causa la fine di ogni fertilità, sia vegetale che animale. Ciò provoca devastazione e disperazione sia tra gli dei che tra gli umani. Per porre fine al caos e alla devastazione, gli dei cercano Telipinu, ma non riescono a trovarlo. Solo un'ape, inviata dalla dea Hannahannah, trova Telipinu e lo punge per svegliarlo. Tuttavia, questo fa infuriare ulteriormente Telipinu, che "devia il corso dei fiumi e distrugge le case".
Alla fine, la dea Kamrusepa usa la guarigione e la magia per calmare Telipinu, dopodiché egli torna a casa e ripristina la vegetazione e la fertilità. In altri riferimenti è un sacerdote mortale che prega affinché tutta la rabbia di Telipinu venga convogliata in contenitori di bronzo negli inferi, da cui nulla sfugge.

### L'uccisione del drago
Un altro mito che riflette questo stile di trama è L'uccisione del drago. Questo mito veniva recitato durante i rituali di Capodanno, che venivano eseguiti per garantire la prosperità agricola nell'anno a venire.
Il mito è incentrato su un serpente (o drago) che rappresenta le "forze del male" e sconfigge il Dio della Tempesta in combattimento. La dea Inara escogita un piano per ingannare e uccidere il serpente e chiede aiuto a un umano, Ḫupašiya. Ḫupašiya, ovviamente, è riluttante ad aiutarlo senza un qualche tipo di incentivo, quindi convince Inara a dormire con lui prima che metta in atto il suo piano. Inara invita quindi il serpente e festeggiano, ubriacandosi a tal punto che Ḫupašiya riesce a legare il serpente. Il Dio della Tempesta interviene quindi e uccide personalmente il serpente.
Proprio come nel mito di Telipinu, un umano veniva utilizzato per aiutare gli dei nei loro complotti, il che sottolinea ulteriormente il rapporto familiare tra mortale e divino. Il mortale non ha un ruolo importante nella storia, ma la sua presenza è un aiuto, piuttosto che un ostacolo.
La storia illustra anche i ruoli che le dee ricoprivano nel mito: le potenti divinità provocavano una rissa o facevano qualcos'altro per creare il problema centrale di ogni mito, e poi le dee ripulivano dopo di loro e risolvevano tutto con attenta riflessione e buon senso. Sfortunatamente, nonostante la loro utile interferenza, la natura non può tornare al suo status quo finché la divinità non completa l'ultimo passaggio prima che la normalità possa riprendere: deve svegliarsi e tornare ai suoi doveri, o uccidere la bestia, o compiere qualche altra azione che dimostri che il suo potere è più adatto al suo ruolo di quello di qualsiasi altro.

### Scambio di divinità con culture vicine
Similmente ad altri regni dell'epoca, gli Ittiti avevano l'abitudine di adottare divinità da altri pantheon con cui entravano in contatto, come la dea mesopotamica Ishtar, celebrata nel suo famoso tempio di Ain Dara. Sembrano esserci anche tracce di divinità ittite/anatoliche che si dispersero verso ovest in Eolide e Dores.

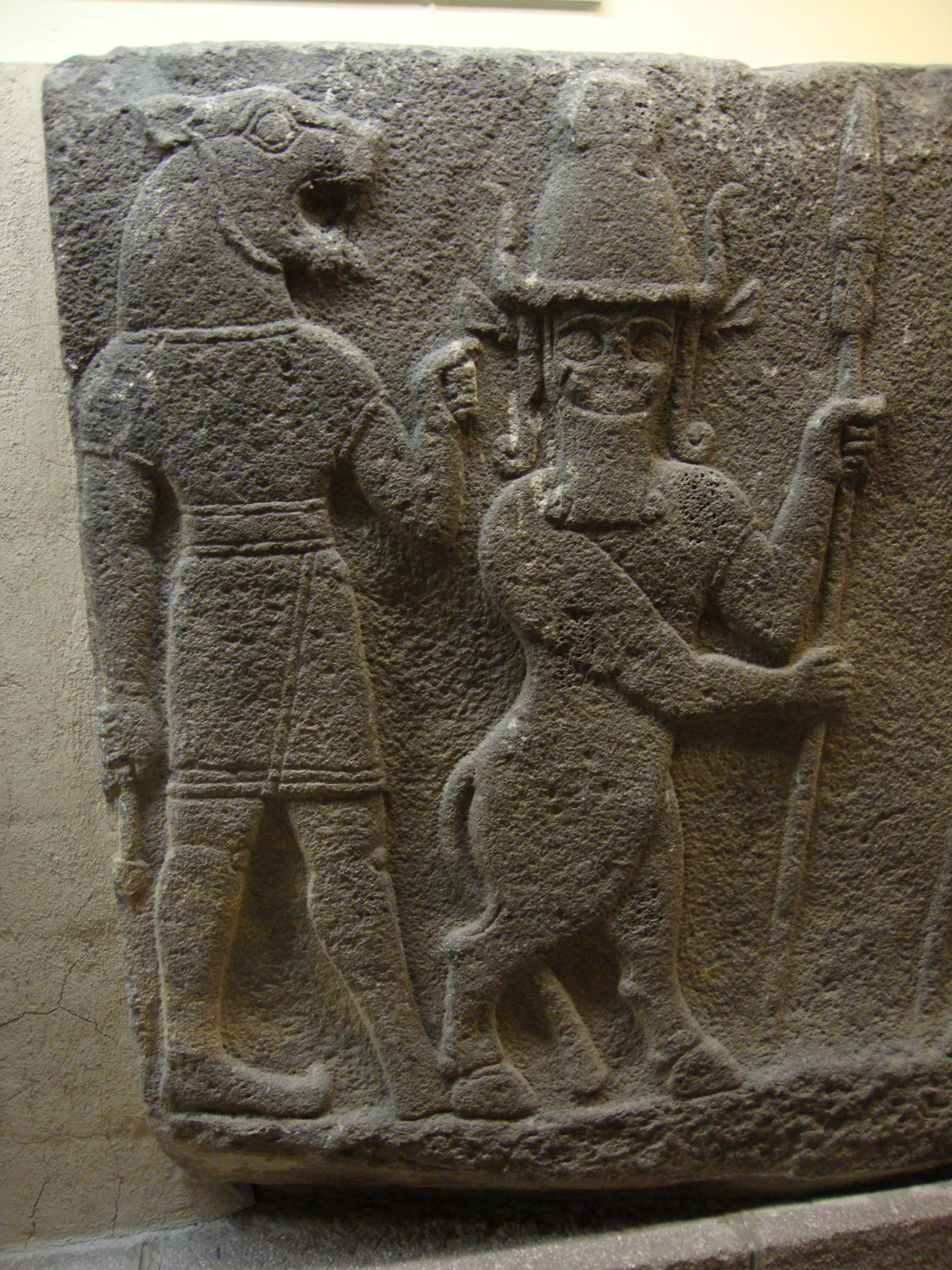
Hittite bas-relief: creature mitologiche, un uomo con testa di leone e un uomo con zampe di toro. Sebbene diversi, entrambi ricordano immagini mesopotamiche più tarde.

Il dio luvio del tempo atmosferico e dei fulmini, Pihassassa, potrebbe essere all'origine del greco Pegaso.
Le raffigurazioni di animali ibridi (come ippogrifi, chimere ecc.) sono tipiche dell'arte anatolica del periodo.
I miti riguardanti divinità originariamente non ittite vennero spesso adattati e assimilati.
La dea mesopotamica Ishtar (Ištar) fu una delle tante divinità adottive assimilate nei pantheon ittiti attraverso l'associazione con divinità simili e gli adattamenti dei loro miti. Poiché la mitologia costituiva una parte importante della pratica cultuale ittita, la comprensione dei poteri e della storia di Ishtar era essenziale per lo sviluppo di rituali e incantesimi che la invocavano.
Sottili cambiamenti come questo furono resi possibili anche dal suo assorbimento o dalla sua stretta associazione con altre dee, in particolare Anzili, così come Šawuška e Geštinanna. Con i tratti della personalità di numerose altre dee, il potere di Ishtar crebbe, così come la sua popolarità. Un modo innovativo in cui veniva utilizzata era nei rituali di purificazione come quello di Allaiturahhi, in cui la sua affinità per gli inferi veniva sfruttata e interpretata in un modo che avvantaggiava il lettore e la presentava come protettrice, piuttosto che come vittima, come nel mito mesopotamico. Il rapporto di Ishtar con gli inferi la rese anche una preziosa divinità ctonia, soprattutto se si consideravano le sue altre affinità per la guerra, la sessualità e la magia. La combinazione di queste caratteristiche aumentò notevolmente la sua influenza, poiché la fertilità della terra era una delle priorità più fondamentali per gli Ittiti. Gli Ittiti riconobbero addirittura che ella era piuttosto importante in altre culture e crearono un rituale che "la tratta come una dea internazionale". Le differenze tra divinità esterne come Ishtar vennero rispettate, anche se era stata appropriata per l'uso ittita.